# 出生證明書

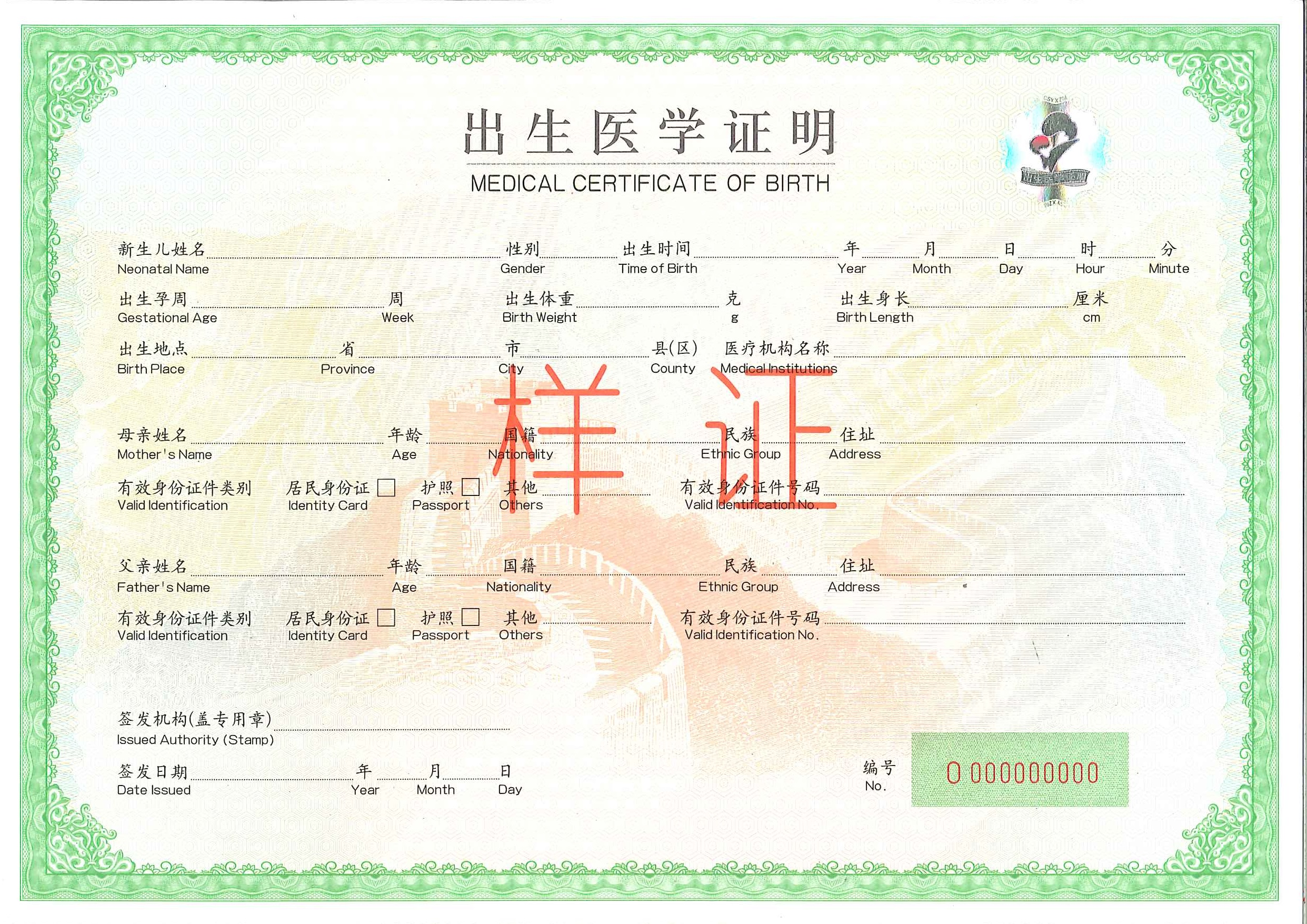
中华人民共和国的《出生医学证明》样式

出生證明書是一種由當地政府發出以證明一個嬰兒出生的證明文件。出生證明書通常包括以下資料：
- 嬰兒姓名
- 出生日期
- 出生地
- 性別
- 父母名稱
- 出生證明書編號

目前全球大部份國家都會為出生嬰兒進行紀錄，而出生證明書通常由當地政府的人口登記部門發生。
在部分國家，在達到申請身份證的最低年齡之前，出生證明書會是該嬰兒或兒童的唯一的身份證明文件。

## 各地出生證明書

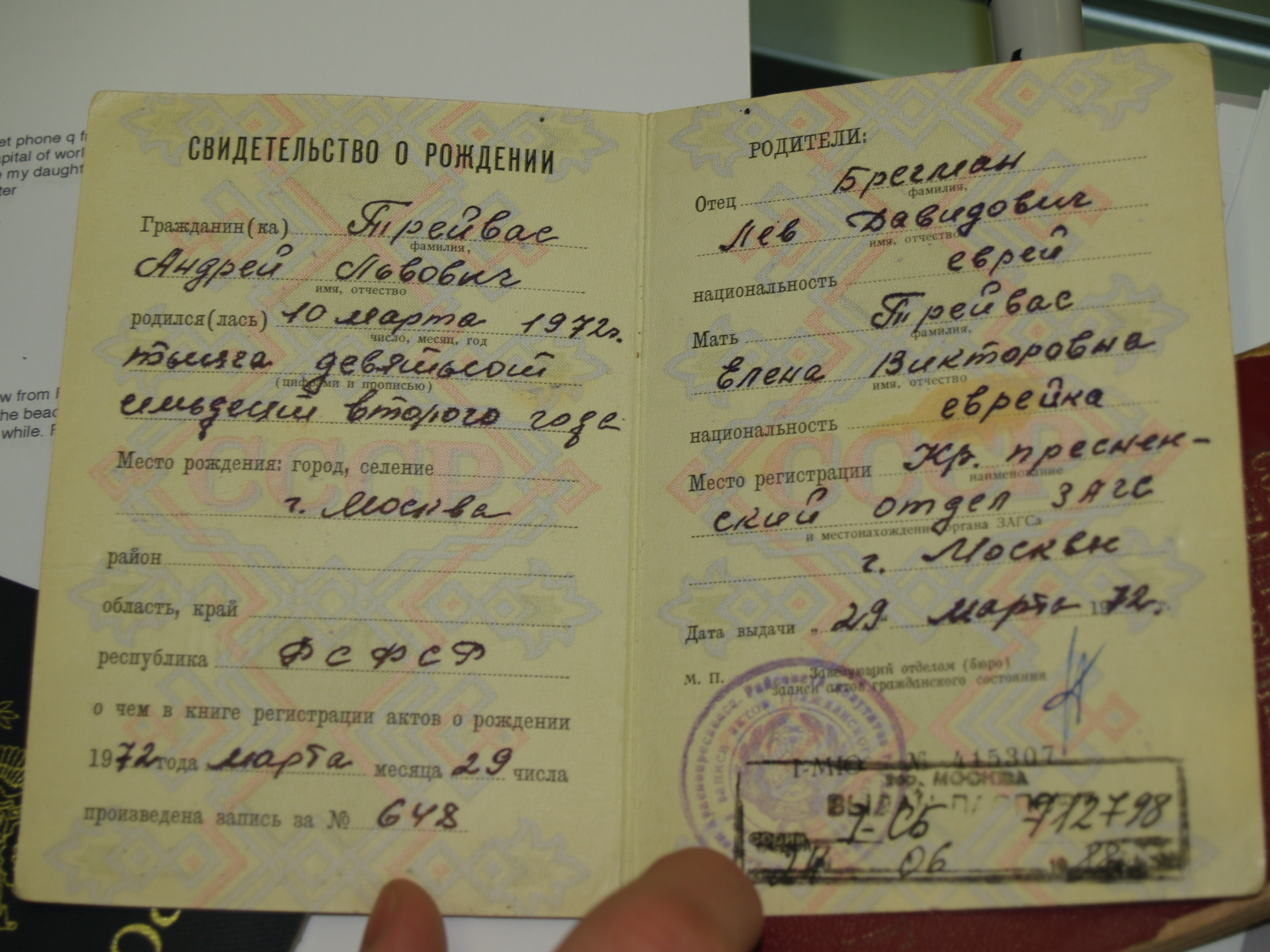
一份蘇聯時期的出生證明書

- 中国大陆：中华人民共和国自1996年1月1日开始使用《出生医学证明》，2005年7月1日启用新版。2014年和2019年分别启用了第五版和第六版。现在使用的是自2023年4月1日起启用的第七版《出生医学证明》。[1]在1996年之前，由于出生信息管理不严，只有手写的“出生纸”，信息多有缺失。[2]
- 香港：香港出生登記證明書
- 澳門：出生簡報、出生登記之敘述證明、出生紀錄證明書
- 台湾：出生證明書
- 东南亚：报生纸